# Gebruikersaccountbeheer
Gebruikersaccountbeheer of UAC (Engels: User Account Control) is een beveiligingstechniek die wordt toegepast op computers die Windows Vista, Windows 7, Windows 8, Windows 10 of Windows 11 draaien. Als er een programma wordt geopend dat wijzigingen wil toebrengen buiten het eigen gebruikersgebied of gegevens van andere gebruikers wil lezen, zal UAC een waarschuwing geven. Het systeem is hierdoor beter beveiligd.

## Voor- en nadelen
Enkele voordelen zijn:
- Betere beveiliging
- Computervirussen worden beter tegenhouden
- Strengheid van UAC is regelbaar in Windows 7 en hoger

Enkele nadelen zijn:
- Strengheid van UAC is niet regelbaar in Windows Vista SP 2 en lager.
- Sommige gebruikers vinden het nogal storend.[1]

## Windows Vista
Toen gebruikers voor het eerst kennis maakten met UAC kwam er veel kritiek los. Telkens wanneer gebruikers een bestandsbewerking deden, een eigenschap aanpasten of een programma installeerden, verscheen gebruikersaccountbeheer. Velen weten echter niet dat dit hulpmiddel voor een betere beveiliging zorgt. Uit onderzoek blijkt overigens wel dat 86% van de gebruikers UAC gewoon aan laat staan.

## Windows 7
In Windows 7 kan de gebruiker de strengheid van UAC regelen. Standaard is de strengheid ingesteld op het op een na hoogste niveau. Overigens bleek dat er een zwaar beveiligingslek zat in UAC. In de RC van Windows 7 werd dit probleem verholpen.

## Taken die leiden tot een UAC-melding
1. Wijzigingen in systeeminstellingen of bestanden in %SystemRoot% of %ProgramFiles%
2. Installeren en verwijderen van toepassingen
3. Het installeren van stuurprogramma's
4. Installeren van ActiveX-besturingselementen
5. Het wijzigen van instellingen voor Windows Firewall
6. Veranderen van UAC-instellingen
7. Configureren van Windows Update
8. Het toevoegen of verwijderen van gebruikers
9. De rechten van een gebruiker veranderen
10. De instellingen van Family Safety (Ouderlijk toezicht) wijzigen
11. Systeemback-up terugzetten (systeembestanden terugzetten)
12. Een map van een andere gebruiker bekijken of wijzigen.

De meeste taken die als "normaal" worden beschouwd, hebben geen toestemming van UAC nodig. Een voorbeeld is: de tijdzone wijzigen. Een aantal taken, zoals het installeren van updates, vereist administratorrechten. Overigens kan de gebruiker elk programma ook uitvoeren als beheerder, zodat de gebruiker voor dat programma geen UAC-meldingen meer krijgt.